# Wincanton Classic 1992
La Wincanton Classic 1992 fou la 4a edició de la Wincanton Classic. La cursa es disputà el 16 d'agost de 1992; el vencedor final va ser l'italià Massimo Ghirotto, que s'imposà en la meta de Leeds.
Va ser la setena cursa de la Copa del Món de ciclisme de 1992.

## Classificació final
|    | Ciclista           | Equip              | Temps      |
| -- | ------------------ | ------------------ | ---------- |
| 1  | Massimo Ghirotto   | Carrera-Vagabond   | 6h 21' 23" |
| 2  | Laurent Jalabert   | ONCE               | + 1' 10"   |
| 3  | Bruno Cenghialta   | Ariostea           | + 1' 14"   |
| 4  | Claudio Chiappucci | Carrera-Vagabond   | + 2' 36"   |
| 5  | Fabian Jeker       | Helvetia-La Suisse | m. t.      |
| 6  | Raúl Alcalá        | PDM-Concorde       | + 3' 04"   |
| 7  | Steven Rooks       | Buckler-Colnago    | m. t.      |
| 8  | Scott Sunderland   | TVM-Sanyo          | m. t.      |
| 9  | Alex Zülle         | ONCE               | m. t.      |
| 10 | Luc Roosen         | Tulip Computers    | m. t.      |